# Mewtwo
Mewtwo (jap. ミュウツ) – fikcyjna postać z serii Pokémon. Legendarny pokémon typu psychicznego występujący jako antagonista w grach i filmach. Uważany za jednego z najpopularniejszych pokémonów.

## Historia
Według dzienników naukowych znalezionych w Posiadłości Pokémon na Wyspie Cinnabar, Mewtwo narodził się z ciężarnej Mew, znalezionej głęboko w dżungli Gujany, której zarodek został zmodyfikowany w celu zmiany jego DNA. Był przetrzymywany i badany w posiadłości, w której naukowiec przeprowadził przerażające eksperymenty z łączeniem genów, które uczyniły Mewtwo okrutnym i niezwykle potężnym. W końcu uwolnił się z Posiadłości, niszcząc ją w trakcie i uciekł. Można go spotkać w Jaskini Cerulean, która będzie dostępna dopiero wtedy, kiedy Trener/ka udowodnił/a swoją wartość na Płaskowyżu Indigo.
W Pokémon: Film pierwszy Mewtwo stwierdza, że został sprowadzony przez ludzi na ten świat bez żadnego celu. Nie zamierza się im podporządkować, dlatego postanawia zniszczyć ich świat i stworzyć własny. Zmusza pokémony do walki na śmierć i życie. Mimo że walki pokémonów w uniwersum są popularną praktyką, Siostra Joy, odpowiedzialna za dbanie o zdrowie pokemonów, zwraca uwagę, że nie są one stworzone do walki w ten sposób. Mewtwo dostrzega jednak między ludźmi a pokémonami relację panów i niewolników. Stwierdza też, że pokémony, które służyły ludziom, shańbiły się i nie zasługują na ocelenie.
Mewtwo ukazał hipokryzję trenerów pokémonów, jednak kiedy Ash postanowił przerwać walkę, poświęcając życie, postanowił nie niszczyć świata ludzi. Ashowi udało się przekonać Mewtwo, że Pikachu nie jest jego niewolnikiem, tylko partnerem. 

### Interpretacje
Mewtwo walczącego za prawa pokémonów można porównać do Magneto walczącego za prawa mutantów w serii X-men. Dylematy Mewtwo zastanawiającego się, kim jest – człowiekiem czy pokémonem, mogą być także rozważane w kontekście sztucznej inteligencji i pytania, czy osiągnie ona kiedyś inteligencję zagrażającemu człowiekowi. Stworzenie Mewtwo ukazuje także, do czego prowadzi technologia w złych rękach.

## Opis
Mewtwo jest jednym z najsilniejszych pokémonów, zarówno w uniwersum filmowym, jak i w grach komputerowych.

### Wygląd
Podobnie jak Mew, Mewtwo ma parę cech kota, jednak jego struktura ciała jest znacznie większa w wyniku wymieszania genów. Mewtwo ma również pewne cechy szaraka i salamandry.

### Nazwa
Mewtwo jest kombinacją słów Mew (Pokémon, który jest jego oryginałem) i two (odnoszącym się do tego, że jest klonem). Może to być również gra słów dotycząca słowa mutant (ミュータント).

## Popularność
Uważany za jednego z najpopularniejszych pokémonów i najpopularniejszego legendarnego pokémona.
Piotr Żyła w żartach porównywał do Mewtwo Dawida Kubackiego po jego sukcesie na Turnieju Czterech Skoczni w 2020 roku. Tłumaczył, że chodziło mu o to, że Dawid ma ogromną siłę psychiczną.

## Wystąpienia
Po raz pierwszy pojawił się w grze Pokémon Red i Blue, która miała premierę 27 lutego 1996 roku. Był także głównym antagonistą pierwszego filmu w uniwersum: Pokémon: Film pierwszy.

### W filmach animowanych
- 1998 – Pokémon: Film pierwszy (Pocket Monsters: Mewtwo no Gyakushū)[2]
- 2000 – Pokémon: Powrót Mewtwo (Pocket Monster: Myuutsu! Ware wa Koko ni Ari)
- 2013 – Pokémon: Genesect i objawiona legenda (Pokémon the Movie: Genesect and the Legend Awakened)
- 2019 – Pokémon: Zemsta Mewtwo – Ewolucja (Gekijōban Pocket Monsters: Mew Two no Gyakushū Evolution)

### W filmach aktorskich
- 2019 – Pokémon: Detektyw Pikachu (Pokémon Detective Pikachu)[17]

### Gry komputerowe (spoza serii Pokémon)
- Super Smash Bros[18]